# Округ Тејер (Небраска)
Тејер (енгл. Thayer County) је округ у америчкој савезној држави Небраска.

## Демографија
По попису из 2010. године број становника је 5.228, што је 827 (-13,7%) становника мање него 2000. године.
| Група             | 2000.         | 2010.         |
| Белци             | 5.942 (98,1%) | 5.077 (97,1%) |
| Афроамериканци    | 1 (0,0%)      | 12 (0,2%)     |
| Азијати           | 7 (0,1%)      | 16 (0,3%)     |
| Хиспаноамериканци | 61 (1,0%)     | 76 (1,5%)     |
| Укупно            | 6.055         | 5.228         |